# Kila, Vanda stad
Kila [tji:la] (finska: Kiila) är en stadsdel i Vanda stad i landskapet Nyland. 
Kila ligger i västra Vanda vid gränsen till Tusby. Grannstadsdelar är Vinikby, Flygfältet, Lappböle, Sjöskog och Ripuby. Kila är ett glest bebyggt småhusområde. Det finns knappt någon service alls i stadsdelen. 
I Kila finns en före detta avstjälpningsplats som kommer att användas för deponering av överskottsjord, ett skrotupplag, en övningsbana för halkkörning, en kartingbana och en keramikstudio. 